# 小月旧站
小月旧站是一个成昆铁路元昆段上的乘降所，位于云南省元谋县老城乡小月旧，建于1970年，邮政编码为651303。本站隶属中国铁路昆明局集团广通车务段管辖，北上距攀枝花站121公里，成都站870公里，南下距广通站77公里，昆明站230公里。该站目前客运每日有一对慢车办理乘降业务，不办理货运业务。
小月旧最初为成昆线上一个乘降所:398，1993年，因成昆铁路电气化改建，对其进行扩建，并于1995年竣工，车站等级变更为五等站。2020年初，本站拆除侧线重新改回为乘降所。

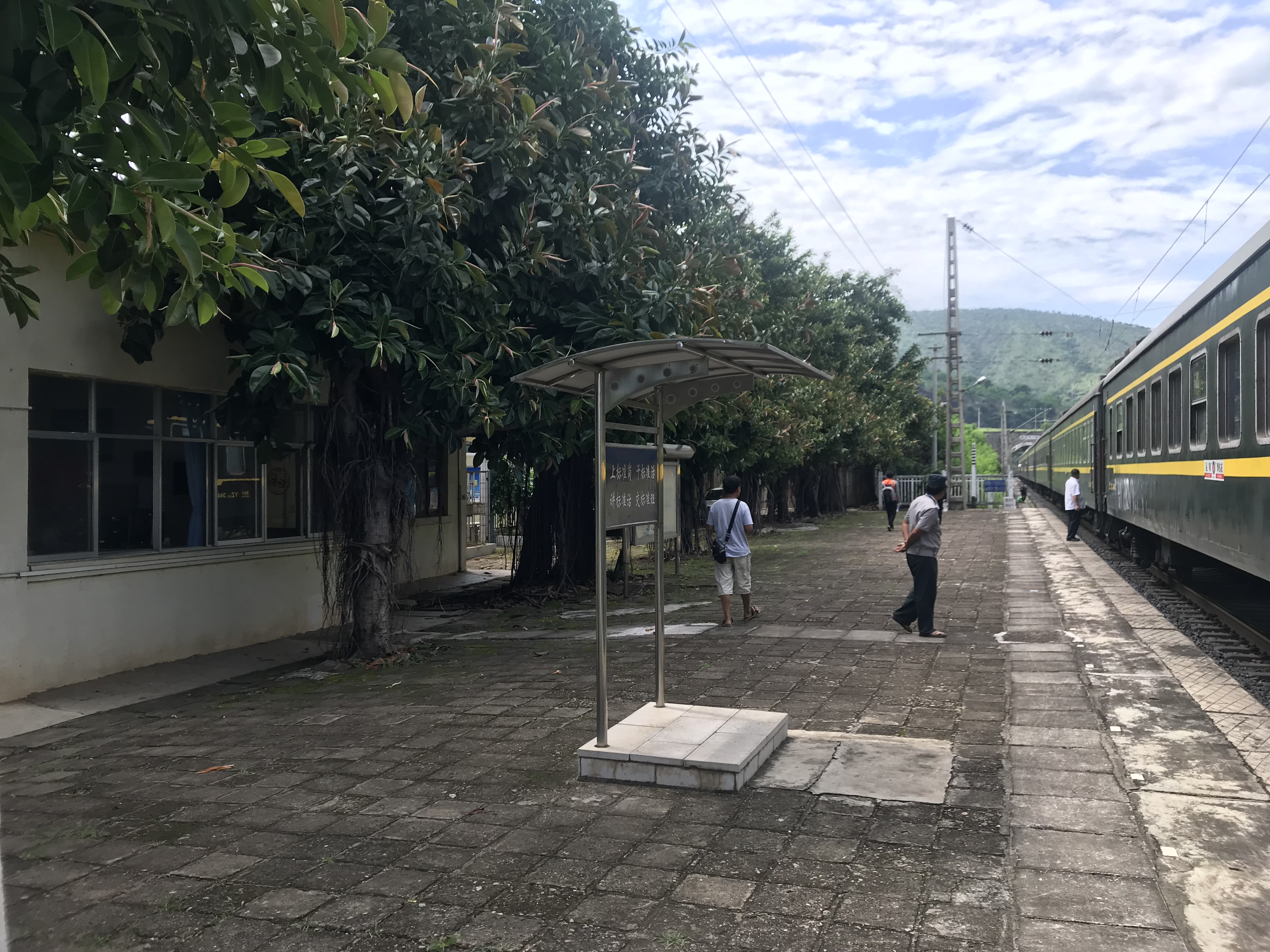
站台和站场（2019年）
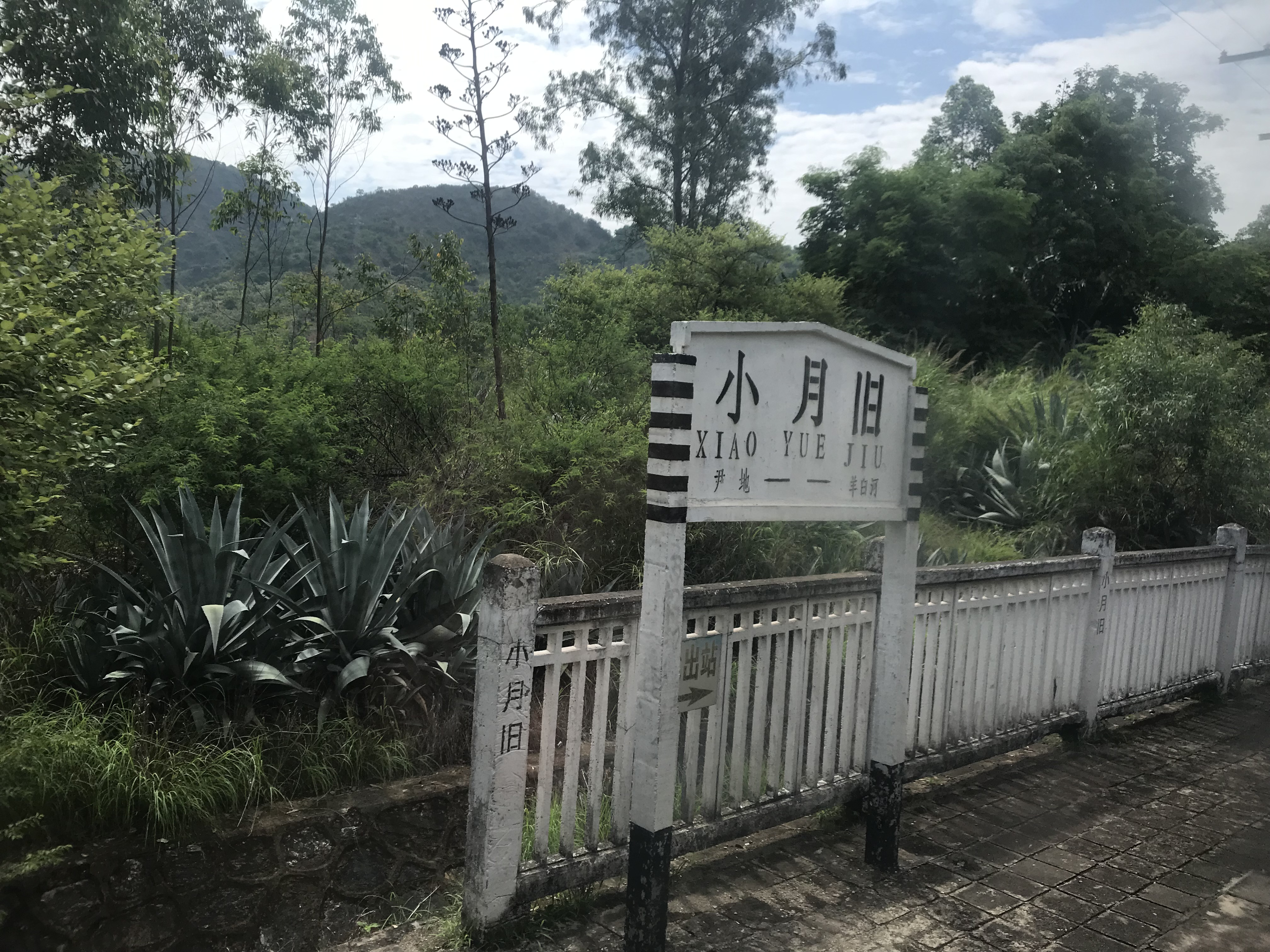
站牌
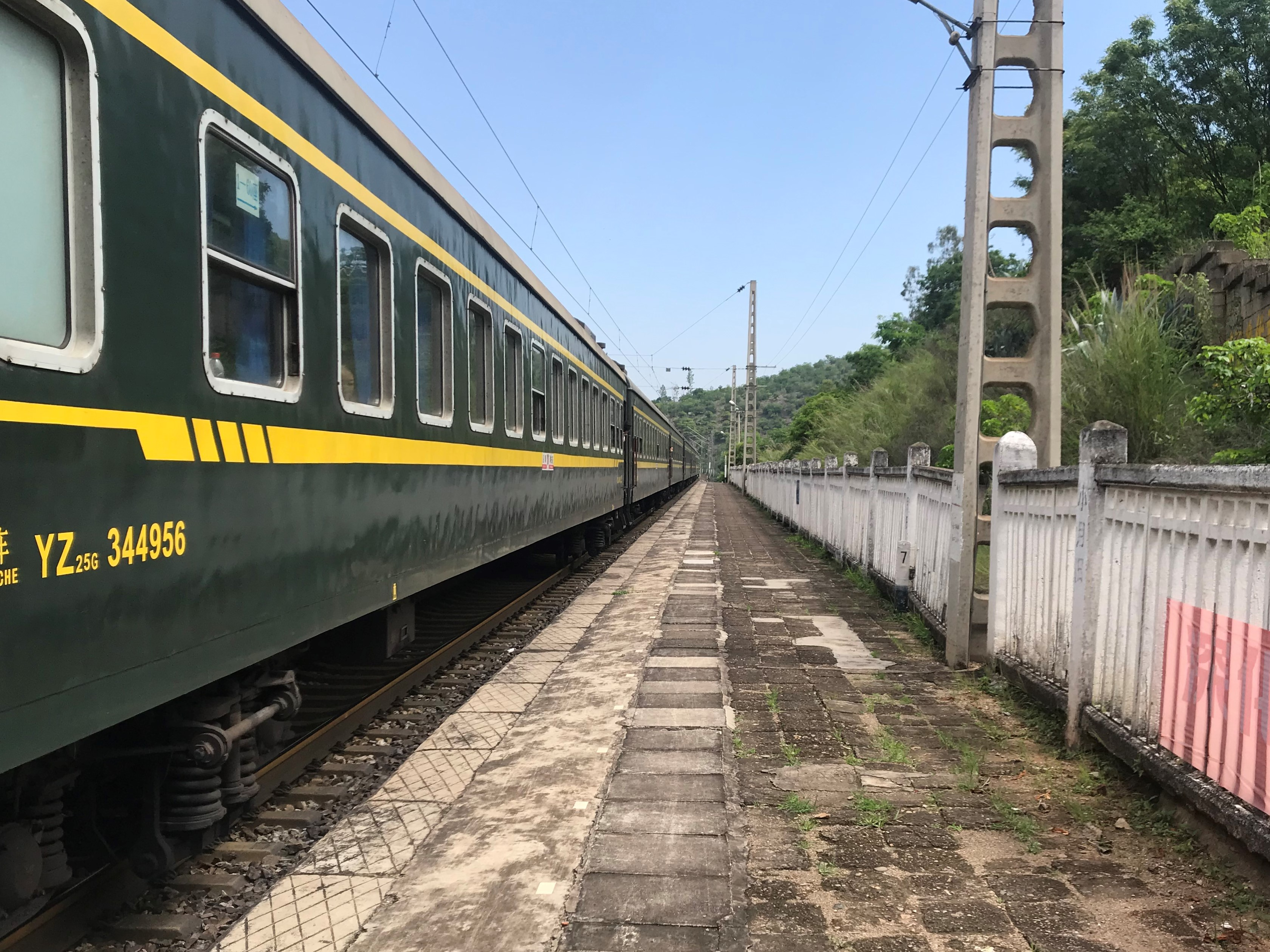
站台
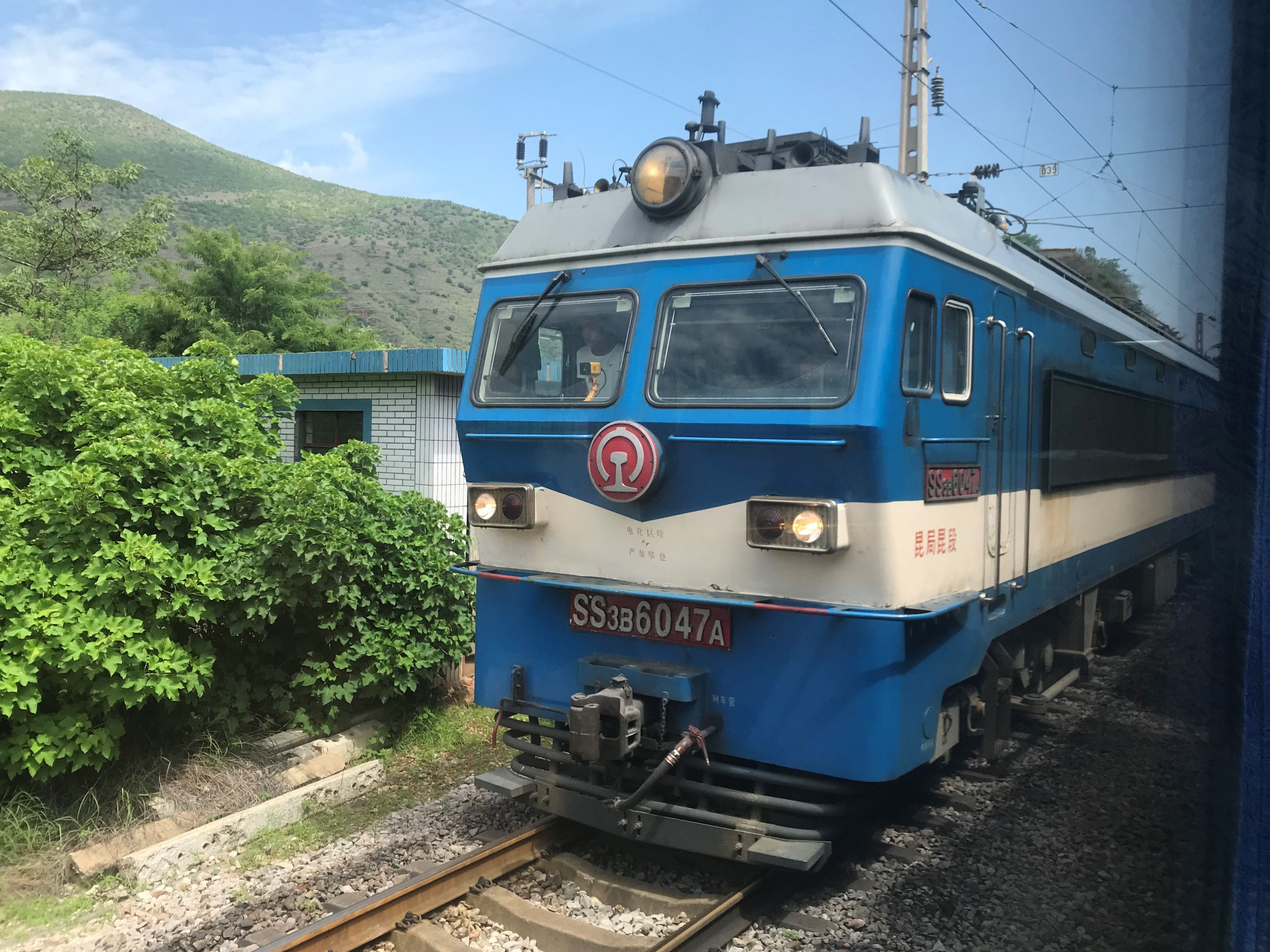
SS3B牵引货列于站内